# Vordingborg (municipio)
Vordingborg es un municipio (en danés, kommune) de la Región de Selandia situado en la costa suroriental de la isla de Selandia en el sur de Dinamarca. El municipio incluye la isla de Møn y otras islas más pequeñas como Bogø, Masnedø, Tærø, Langø, Farø y Nyord, y abarca una superficie de 621 km². Tiene una población total de 46.319 habitantes (2010). Su alcalde es Henrik Holmer, un miembro de los Socialdemócratas (Socialdemokraterne).
Su nombre se debe a la ciudad de Vordingborg, la localidad más poblada del municipio.

## Perspectiva general
El Puente de Masnedsund conecta la ciudad de Vordingborg a la isla de Masnedø. El Puente de Storstrøm conecta Masnedø con la localidad de Orehoved, en la isla de Falster, en el municipio de Guldborgsund. El puente tiene 3199 metros de longitud, y posee dos carriles de tráfico y una única vía de tren. Fue inaugurado en 1937.
Los Puentes de Farø (el Puente Alto de Farø y el Puente Bajo de Farø) abrieron en 1985, y conecta la localidad de Barkkebølle Strand con la localidad de Skovby, en la isla de Falster, pasando a través de la isla de Farø.
El 1 de enero de 2007, como resultado de la Kommunalreformen ("la Reforma Municipal" de 2007), se formó el actual municipio de Vordingborg a partir de los antiguos municipios de Langebæk, Møn, Præstø y del antiguo municipio de Vordingborg.

## Localidades
| Localidades más pobladas de Vordingborg |             |                  |
| Nº                                      | Localidad   | Población (2010) |
| 1                                       | Vordingborg | 11.537           |
| 2                                       | Præstø      | 3.887            |
| 3                                       | Stege       | 3.856            |
| 4                                       | Nyråd       | 2.432            |
| 5                                       | Ørslev      | 1.828            |
| 6                                       | Stensved    | 1.571            |
| 7                                       | Mern        | 1.067            |
| 8                                       | Køng        | 987              |
| 9                                       | Bogø By     | 858              |
| 10                                      | Lundby      | 842              |